# Australoactina brisbanensis
Australoactina brisbanensis är en tvåvingeart som först beskrevs av Hardy 1939.  Australoactina brisbanensis ingår i släktet Australoactina och familjen vapenflugor. Inga underarter finns listade i Catalogue of Life.